# Kovář Wieland (opera)
Kovář Wieland (v německém originále Wieland der Schmied) je jediná opera slovenského skladatele Jána Levoslava Belly na libreto Richarda Wagnera upravené Oskarem Schlemmem, považovaná za první slovenskou operu.

## Vznik díla
Kovář Wieland (Völund, Velent) je postava severské mytologie; jeho příběh vypráví Poetická Edda (Völundarkviða) a také prozaická Thidrekssaga. Na jejich základě koncipoval Richard Wagner mezi prosincem 1849 a březnem 1850 náčrt libreta - v próze, avšak s některými veršovanými pasážemi -, který připojil jako příklad ke své knize Umělecké dílo budoucnosti (Das Kunstwerk der Zukunft). Motiv vzpoury lidu proti utlačiteli je příznačný pro Wagnerovu „revoluční“ fázi kolem roku 1848, stejně typická je však postava kováře jako mytického umělce, kterého se ze zajetí osvobodí jeho umění. Tento námět původně hodlal Wagner zpracovat sám, nakonec se však soustředil na nibelungovský cyklus a libreto nabízel například Franzi Lisztovi, Hectoru Berliozovi, Augustu Röckelovi. Nakonec se jej však ujal Ján Levoslav Bella, působící tehdy v Sibini. Wagnerův rozvrh libreta přitom do výsledného tvaru upravil Oskar Schlemm, který jazykovým stylem vycházel úzce z textu Wagnerova Prstenu Nibelungova, zejména včetně náslovných rýmů.
Bella napsal operu v průběhu 80. let 19. století, uplatnění však pro ni nenašel a dlouho zůstala jen v rukopise. Kovář Wieland byl poprvé uveden na jevišti až půl století po svém vzniku. Jako první operu slovenského autora ji uvedlo Slovenské národní divadlo v Bratislavě pod taktovkou tehdejšího šefa opery Oskara Nedbala, a to 28. dubna 1926 ve slovenském překladu básníka Vladimíra Roye jakožto Kováč Wieland. Titulní úlohu zpíval tehdy začínající barytonista Zdeněk Otava. Premiéry se účastnil i již 83letý skladatel. Poté byla ve stejném divadle nastudována ještě v letech 1933 a 1943, vícekrát se na jevišti neobjevila. Roku 1971 ji však (jako televizní film) natočil režisér Tibor Rakovský; poprvé byla vysílána 4. září 1973. V originálním německém znění byl Kovář Wieland uveden při koncertním provedení 23. listopadu 1993 v sále bratislavské Reduty pod vedením Ondreje Lenárda.
Hudba Kováře Wielanda vychází z romantismu wagnerovského ražení, i když některé melodické prvky (synkopy, zvratné rytmy) nesou znak slovenské melodiky. Otázka, zda jej lze označit za "první slovenskou operu", vyvolávala diskuse již po prvním uvedení a dosud není rozhodnuta. Hudebních prvků, které lze jednoznačně vztáhnout ke Slovensku, je velmi málo; na druhé straně o Bellově národním uvědomění i umělecké individualitě není pochyb. Například mladý skladatel Alexander Moyzes roku 1933 napsal, že Kovář Wieland kvůli svému libretu „nemůže míti nic společného se slovenským životem“, přesto „nutno obdivovati důkladnost hudebně dramatického umění Bellova a jeho tvůrčího fondu“.
Operu na stejný námět napsal též skladatel Max Zenger; byla uvedena poprvé v Mnichově roku 1890.

## Osoby
- Wieland, kovář (baryton)
- Eigel, lovec (tenor), a Helferich, lékař (bas), jeho bratři
- Schwanhilde (soprán)
- Neiding, král Niarů (bas)
- Bathilda, jeho dcera (mezzosoprán)
- Gram, jeho maršál (tenor)
- Král Rothar (němá úloha)
- Přátelé Wielandovi, Gramova družina, mani, Neidingova družina, Niarové a Vikingové

## Děj opery

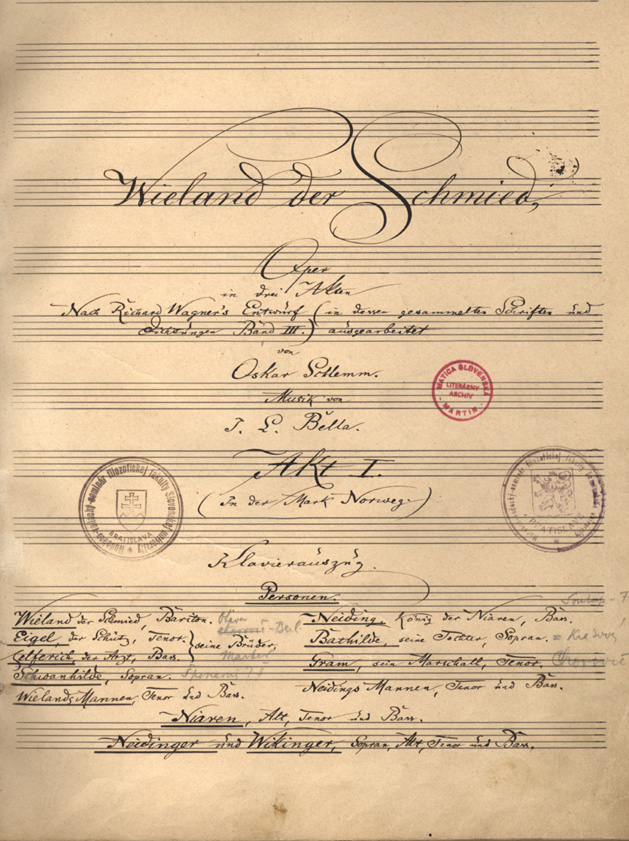
Titulní strana rukopisu klavírního výtahu opery

Niarové žijí v područí krále Neidinga, který uchvátil trůn po právoplatném králi Isangovi. Obyvatelé se jej však chystají svrhnout s pomocí Vikingů vedených hrabětem Rotharem.

### 1. dějství
(Wielandova chata s dílnou na lesnatém mořském pobřeží v Norsku) Kovář Wieland ve své kovárně před zraky svých bratrů, bojovníka Eigela a lékaře Helfericha, předvádí své umění. Vyková nejen dárky pro ně (ocelový luk pro Eigela a zlatou nádobu na léky pro Helfericha) a jejich ženy, ale též meč pro krále Rothara, se kterým se má postavit do čela Vikingů bojujících proti králi Neidingovi. Wieland je dosud neženat a Helferich mu na odchodu přeje, aby si našel životní družku.
Po odchodu bratří Wieland spatří na obloze tři labutě, z nichž jedna raněna padá do moře. Wieland ji zachrání a labuť se promění v dívku s labutími křídly jménem Schwanhilde. Přináší ji k ohni, obvazuje ránu pod křídlem a podává jí lék. Když se dívka probere, vypráví, že jejím otcem byl „světlý duch“ v podobě labutě a její matkou dcera krále Isanga. Labutí princ odnesl její matku na tajemný ostrov, kde mu porodila tři dcery, pak ji ale musel opustit, protože se ho přes jeho zákaz ptala po jeho jménu a původu. Dcerám vyrůstaly každý rok labutí křídla, ale matka je vždy odstřihla a schovala, protože se bála, že ji opustí. Když se však dozvěděla o tom, že Neiding porazil a zabil jejího otce, vrátila dcerám křídla a ty odletěly bojovat jako valkýry proti Neidingovi. Schwanhilde však v boji zasáhl Neidingův šíp. Z Wielandových reakcí dívka pozná, že i on je nepřítelem Neidingovým, a zamiluje se do něj i on do ní. Schwanhilde dá kováři čarovný prsten s ohnivým drahokamem: pokud jej nosí žena, roznítí lásku v každém muži, a pokud jej nosí muž, zvítězí v každém souboji. Wieland pověsí prsten nad práh své dílny.
Zatímco Schwanhilde odpočívá ve Wielandově chatě, připlouvá Bathilda, dcera krále Neidinga hledajíc vzbouřence. Vidí Wielanda vycházet z domu, pomocí čarovné byliny otevře dveře a zmocní se prstenu visícího nad nimi. Přivolává vojevůdce Grama s jeho muži; ti se zmocní vracejícího se Wielanda a Gram podpálí kovářovu chatu. Wielanda přivádějí se zavázanýma očima ke kovárně a Gram ho vyslýchá, pak mu strhává pásku z očí a ukazuje požár jeho chaty. Rozzuřený Wieland se vytrhne vojákům a zaútočí na ně, navíc se vracejí Eigel a Helferich s posilou a Gram s vojáky ustupují. Wieland je zoufalý, protože se domnívá, že Schwanhilde v hořící chatě zahynula. Na jediném dřevěném kmeni sleduje loď nesoucí žháře, aby se pomstil.

### 2. dějství
(Neidingův dvůr) Neiding zbavil Grama velení vojska za to, že se mu nepodařilo zabít Wielanda, a vojevůdce nyní hledá přímluvu u Bathildy. Ta mu hodlá pomoci, a to případně i tím, že mu poskytne kouzelný prsten, ale obává se Wielanda. Ten je totiž přítomen na Neidingově dvoře, Bathilda však pomocí prstenu dosáhla toho, že zapomněl na Schwanhildu a zamiloval se do ní. Proto také nyní (pod jménem Goldbrand) vyrábí zbroj pro jejího otce. Bathilda ale dává přednost Gramovi a slibuje mu m svou ruku a vládu, zařídí-li Wielandovu smrt. Nyní nechť odejde, ale až uvidí z okna bílý šátek, ať se vrátí a je připraven.
Na Neidingův dvůr přicházejí Eigel a Helferich s poselstvím od Rothara, který žádá, aby se mu Neiding podrobil a dal svou dceru za ženu, jinak Rothar obsadí jeho zemi. Neiding se vyptává na Wielanda, kterého bratři postrádají, a pak se chlubí vlastním kovářem Guldbrandem. Oba posly posílá do jejich komnat, aby vyčkali jeho odpovědi. Pak Neiding slibuje Bathildinu ruku tomu ze svých mužů, který porazí nepřátelské vojsko Rotharovo; v tom by byla příležitost pro Grama. Pak ale obdrží od Wielanda pevný meč a příslib dalších pro celé vojsko, obdrží-li za to Bathildinu ruku; král mu to přislíbí.
Bathilda přichází k otci a připomíná mu, jak proklínal její matku za to, že mu dala jen dceru. Nyní je ona schopna zařídit jeho vítězství, a to díky kouzelnému prstenu. Za to ale žádá smrt Wielanda, jehož totožnost otci prozrazuje, a návrat Grama. Neiding jen s nelibostí svoluje. Bathilda dává znamení Gramovi a ten přichází. Neiding mu káže, aby se ukryl, a povolává k sobě kováře „Goldbranda“. V průběhu rozhovoru jej osloví jeho pravým jménem a ukáže mu Grama. Když Wieland Grama spatří, rozpomene se, že to on podpálil jeho dům a usmrtil Schwanhilde, a dá se s ním do souboje, v němž Grama zabije a Bathildě, která se tomu snažila zabránit, poškodí prsten na jejím prstu. V následné vřavě se jej jeho bratři snaží odvést, Neidingovi muži však mají Wielandovy meče a podaří se jim kováře opět zajmout. Rozlícená Bathilda naléhá na otce, aby kováře nechal popravit, ale Neiding potřebuje jeho práci, a proto jej dá jen ochromit.

### 3. dějství
(Wielandova dílna v zajetí u Neidinga) Wielandovy nohy ztratily vládu, kovář stojí u výhně opíraje se o berle, ková meče pro Neidinga a přitom proklíná svůj osud. Bathilda mu přináší Wielandovi čarovný prsten a žádá jej, aby ho spravil; odměnou mu bude její láska. Bathilda mu předává prsten a předtím na něm vynuí přísahu, že se zříká veškeré pomsty. Jakmile však má Wieland prsten v ruce, ztrácí nad ním Bathilda moc a kovář vzpomíná na Schwanhilde. Donutí Bathildu, aby mu sdělila, jak k prstenu přišla, a pak chce pomstít Schwanhilde tím, že Bathildu zabije. Ta mu však prozradí, že viděla odlétat z hořící chýše labuť; Schwanhilda je tedy naživu. Wieland je nejprve potěšen, pak si však uvědomí, že se stal mrzákem přikovaným v zajetí, přitom by tak rád odletěl za svou ženou. V Bathildě se při pohledu na nebožáka probouzí lítost a prosí Wielanda o odpuštění. Ten jí ukazuje jedinou cestu, jak může odčinit své hříchy, a nařizuje jí, aby se vydala za Rotharem a stala jeho ženou. Sám pak z čarovného prstenu kuje křídla, na kterých může odlétnout ze zajetí; v ohni se mu přitom zjevuje Schwannhilde.
Neiding přichází kováře kontrolovat. Nejprve je potěšen jeho horečnou činností, pak ale zjistí, že Wieland neková zbraně, ale křídla. Wieland se Neidingovi nenávistně posmívá, pak začne mávat dohotovenými křídly. Zatímco kovář vzlétá, van křídel rozfoukává výheň jeho kovářské pece a Neidingův dvorec pohlcují plameny.
(Apoteóza) K hořícímu dvorci se přibližuje král Rothar s Bathildou po boku, doprovázený Eigelem a Helferichem a vikinským vojskem. S úžasem pozorují ,jak se osvobozený kovář na obloze setkává se Schwanhildou a spolu odlétají do jejího domova.

## Nahrávka
Československý rozhlas v Bratislavě pořídil roku 1971 dosud nevydanou nahrávku opery. Zpívají (Wieland) Juraj Martvoň, 	(Swanhilda) Alžběta Ondrusová-Svobodová, (Bathilda) Elena Kittnárová, (Eigel) František Livora, (Halferik) Juraj Hrubant, (Gram) Gustáv Papp (Neiding) Ondrej Malachovský. Slovenský filharmonický sbor a Symfonický orchestr Čs. rozhlasu v Bratislavě řídí Gerhard Auer.